# Plymouth Village
Plymouth Village – miasto w Stanach Zjednoczonych, w stanie Kentucky, w hrabstwie Jefferson.